# 吳壽昌
吳壽昌（?—?），字泰交，號蓉塘，浙江山陰縣（今屬紹興市）人。清朝官員。
吳壽昌於乾隆三十四年（1769年）中式己丑科二甲第九名進士。選翰林院庶吉士，散館授編修。官至侍講。著有《虛白齋存稿》。